# Сариаркіт
Сариаркіт (рос. сариаркит, сарыаркит; англ. saryarkite; нім. Saryarkit m) — мінерал, водний фосфатсилікат алюмінію, кальцію, рідкісних земель. Від казахського «сари» — степ (О. Ф. Кроль та інш., 1964).

## Загальний опис
Хімічна формула:
- 1. За Є. Лазаренком: CaYAl5[(SiO4)2(PO4)2|(OH)6]∙H2O.
- 2. За К. Фреєм: (Ca, Y,Th)2Al4(SiO4,PO4)4(OH)6•9H2O.
- 3. За «Fleischer's Glossary» (2004): Ca(Y, Th)Al5(SiO4)2(PO4, SO4)2(OH)7•6(H2O).

Склад у % (з ефузивів Казахстану): Al2O3 — 28,72; Na2O — 0,79; K2O — 0,44; CaO — 6,02; TR2O3 + Y2O3 — 11,02; ThO2 — 7,78; SiO2 — 14,80; P2O5 — 11,88; SO3 — 2,88; H2O — 2,39; Fe2O3 — 1,40. Сингонія тетрагональна. Утворює тонко кристалічні аґреґати видовжених призмочок. Густина 3,07 — 3,15. Тв. — 3,5-4,0. Колір білий, напівпрозорий. Блиск матовий до жирного.

## Розповсюдження
Зустрічається в пропілітизованих кислих ефузивних гірських породах та змінених ґранітоїдах, серед гідроториту та гідрооксидів заліза. Знайдений в Центр. Казахстані у зоні пропілітизованих та окварцованих ефузивів разом з гатонітом, гідрооксидами заліза, баритом, молібденітом, піритом, рокбриджитом.